# USS LST-501
O USS LST-501 foi um navio de guerra norte-americano da classe LST que operou durante a Segunda Guerra Mundial.